# Episodi di Teen Wolf (prima stagione)
La prima stagione della serie televisiva Teen Wolf, composta da dodici episodi, è stata trasmessa sul canale statunitense MTV dal 5 giugno al 15 agosto 2011.
In Italia, la stagione è stata trasmessa sul canale satellitare Fox dall'8 dicembre 2011 al 23 febbraio 2012. È stata trasmessa in chiaro dal 18 settembre al 23 ottobre 2012 su MTV.
Gli antagonisti principali della stagione sono L'Alpha/Peter Hale e Kate Argent.
| nº | Titolo originale            | Titolo italiano (Fox)     | Titolo italiano (MTV) | Prima TV USA   | Prima TV Italia  |
| -- | --------------------------- | ------------------------- | --------------------- | -------------- | ---------------- |
| 1  | Wolf Moon                   | Luna piena                | Notte da lupi         | 5 giugno 2011  | 8 dicembre 2011  |
| 2  | Second Chance at First Line | La partita più importante | I segreti di Derek    | 6 giugno 2011  | 15 dicembre 2011 |
| 3  | Pack Mentality              | Istinto                   | Alfa e beta           | 13 giugno 2011 | 22 dicembre 2011 |
| 4  | Magic Bullet                | La stagione della caccia  | Stagione di caccia    | 20 giugno 2011 | 29 dicembre 2011 |
| 5  | The Tell                    | Buon compleanno           | La forza del branco   | 27 giugno 2011 | 5 gennaio 2012   |
| 6  | Heart Monitor               | Battito animale           | Questioni di cuore    | 4 luglio 2011  | 12 gennaio 2012  |
| 7  | Night School                | In trappola               | Una notte da incubo   | 11 luglio 2011 | 19 gennaio 2012  |
| 8  | Lunatic                     | Lunatico                  | Luna piena            | 18 luglio 2011 | 26 gennaio 2012  |
| 9  | Wolf's Bane                 | Strozzalupo               | Il capo branco        | 25 luglio 2011 | 2 febbraio 2012  |
| 10 | Co-Captain                  | Il ricatto                | Attacco e difesa      | 1º agosto 2011 | 9 febbraio 2012  |
| 11 | Formality                   | Il ballo                  | Rivelazioni           | 8 agosto 2011  | 16 febbraio 2012 |
| 12 | Code Breaker                | Alfa                      | La resa dei conti     | 15 agosto 2011 | 23 febbraio 2012 |

## Notte da lupi
- Titolo originale: Wolf Moon
- Diretto da: Russell Mulcahy
- Scritto da: Jeff Davis, Jeph Loeb e Matthew Weisman (soggetto); Jeph Loeb e Matthew Weisman (sceneggiatura)

### Trama
Scott McCall è un impacciato e solitario adolescente che abita a Beacon Hills con sua madre Melissa. Una sera, Scott ed il suo migliore amico Stiles Stilinski, ragazzo buffo e figlio dello sceriffo, vanno nel bosco per rintracciare la metà del corpo tranciato di una ragazza senza essere visti dalla polizia. Stiles viene però beccato dal padre Noah, mentre Scott, rimasto solo, dapprima scampa alla furia di un branco di cervi impazziti, e poi rinviene la parte superiore del cadavere della ragazza. Per lo spavento, Scott ruzzola giù da un fossato e, nel tentativo di ritrovare il suo inalatore, s’imbatte in quel che sembra essere un lupo gigantesco che lo morde sul fianco, ma il ragazzo ce la fa a scappare e a ritornare sano e salvo a casa. Dal mattino seguente, Scott incomincia a manifestare degli strani sintomi, come il riuscire a percepire discorsi e odori in lontananza e ad esibirsi in maniera eccellente negli allenamenti di lacrosse. Successivamente, Scott e Stiles si recano nuovamente nella foresta alla ricerca dell’inalatore, quando incontrano il tenebroso Derek Hale, un giovane poco più grande di loro la cui famiglia morì in un incendio dieci anni prima. La sera, invece, nella clinica veterinaria dove lavora come assistente, Scott guarisce un cane ferito lievemente dalla nuova arrivata in città Allison Argent, alla quale chiede di uscire per una festa quel venerdì sera. Incuriosito dal radicale cambiamento nell’amico, Stiles studia a fondo su libri e siti web, e capisce che Scott è stato morso da un lupo mannaro, perciò lo è diventato anche lui stesso di conseguenza. Stiles cerca inutilmente di dissuadere Scott dall’andare alla festa perché ci sarà la luna piena, ossia il momento in cui gli istinti da licantropo sono all’apice ed inarrestabili. Alla festa, infatti, Scott si sente poco bene e va a casa lasciando Allison da sola; la notizia che Allison è andata via dal party insieme a Derek innesca in tutto e per tutto la licantropia di Scott, che, trasformato in lupo mannaro, corre per salvare Allison, la quale è in realtà integra a casa sua. Nel bosco, Scott viene aggredito da un trio di uomini armati ma Derek lo trae in salvo, rivelandogli di essere anch’egli un lupo mannaro e offrendosi di insegnargli a padroneggiare i propri impulsi. Il giorno dopo, Allison perdona Scott per il suo comportamento alla festa, ma quando la ragazza entra nella macchina di suo padre, Scott rimane scioccato nel riconoscere l’uomo come uno dei cacciatori che gli stavano alle calcagna la notte precedente.
- Guest star: JR Bourne (Chris Argent), Linden Ashby (Sceriffo Stilinski), Orny Adams (Bobby Finstock), Melissa Ponzio (Melissa McCall).
- Altri interpreti: Eaddy Mays (Victoria Argent), Brad James (Vicepreside).
- Non accreditati: Michael H. Cole (Mr. Curtis), Haley Roe Murphy (Laura Hale), Jamila Thompson (Harley).
- Ascolti USA: telespettatori 2 170 000[5]

## I segreti di Derek
- Titolo originale: Second Chance at First Line
- Diretto da: Russell Mulcahy
- Scritto da: Jeff Davis

### Trama
Scott è preoccupato che il padre di Allison, Chris Argent, voglia ucciderlo ma è in pensiero anche sulla sua gestazione di aggressività, poiché le pulsazioni cardiache aumentano ad ogni istinto di rabbia e potrebbe trasformarsi in pieno giorno davanti a tutta la scuola; infatti, provocato dall’arrogante capitano della squadra di lacrosse Jackson Whittemore, Scott arriva a lussargli una spalla, per poi attaccare Stiles negli spogliatoi, venendo però calmato da uno spruzzo d’estintore. Scott, allora, non sa se continuare col lacrosse dato che si tratta di uno sport violento, e si ritrova con le mani legate: da una parte c’è il suo coach che lo avverte di toglierlo dalla prima linea se non giocherà l’importante partita di quel sabato, dall’altra Lydia Martin, egocentrica fidanzata di Jackson, lo suggestiona dicendogli che Allison non vorrà mai avere niente a che fare con un perdente, e infine vi è Derek, che minaccia Scott di ucciderlo qualora scenda in campo e si trasformi dinanzi a tutti, mettendo quindi in pericolo sé stesso ed anche Derek. Fermamente convinto che Derek sia l’assassino della ragazza ritrovata nei boschi, Scott viene accompagnato da Stiles nei pressi di casa Hale, dove, scavando in profondità, scoprono la testa di un lupo morto; rimuovendo una corda collegata ad una pianta di strozzalupo che circondava la fossa, il lupo si tramuta inspiegabilmente nella metà superiore della ragazza, così Scott e Stiles telefonano la polizia e fanno arrestare Derek. Finalmente inizia la partita, e Scott dà il meglio di sé con una serie di fenomenali tiri che portano la sua squadra alla vittoria, ma preso dalle pulsazioni si trasforma in lupo e corre negli spogliatoi per non essere visto. Allison arriva da lui quando si è calmato, congratulandosi di persona e baciandolo. Poco dopo, Stiles informa Scott di una scioccante notizia: il medico legale ha stabilito che la ragazza morta è stata uccisa da un animale, perciò Derek viene rilasciato, ma la cosa più sconvolgente è che il cadavere è stato identificato come Laura Hale, la sorella di Derek. A fine serata, Jackson trova il guantone da lacrosse di Scott con degli strappi di unghie alle estremità delle dita, mentre Derek lo osserva cupamente da lontano.
- Guest star: JR Bourne (Chris Argent), Linden Ashby (Sceriffo Stilinski), Orny Adams (Bobby Finstock), Melissa Ponzio (Melissa McCall).
- Altri interpreti: Keahu Kahuanui (Danny Mahealani), Haley Roe Murphy (Laura Hale), Vince Pisani (Arbitro), Chris Thomas Hayes (Avversario della lacrosse), John Atwood (Prof. di matematica).
- Ascolti USA: telespettatori 1 470 000[6]

## Alfa e beta
- Titolo originale: Pack Mentality
- Diretta da: Russell Mulcahy
- Scritto da: Jeff Vlaming

### Trama
Scott ha un incubo nel quale sogna di aggredire Allison all'interno di uno scuolabus. L'indomani racconta il sogno a Stiles, ma uscendo da scuola i ragazzi vedono la scientifica che analizza uno scuolabus sporco di sangue. Per fortuna, poco dopo Scott incontra Allison sana e salva; inoltre, si scopre che la persona ferita è l'autista della scuola che viene portato in ospedale in gravi condizioni. Scott si reca da Derek per chiedergli aiuto al fine di scoprire se è stato lui il responsabile dell'attacco all'autista; gli viene consigliato di tornare sull'autobus per farsi guidare dai sensi e poter rivivere la scena. Scott viene accompagnato da Stiles e ritrovandosi sullo scuolabus si ricorda che, in realtà, oltre a lui c'era qualcun altro, arrivando alla conclusione che l'autista è stato attaccato da due licantropi. Più tardi, Scott si ritrova ad affrontare malvolentieri una serata di bowling in compagnia di Allison, Lydia e Jackson. Mentre Jackson ed Allison giocano senza problemi, Lydia e Scott effettuano dei lanci pessimi. Allison propone a Scott di pensare a lei nuda mentre tira e da quel momento il ragazzo fa solo strike mandando su tutte le furie Jackson. Infine anche Lydia fa un tiro eccellente e rivela ad Allison che in realtà lei sa giocare benissimo ma perde apposta per compiacere Jackson. Alla fine della partita quest'ultimo ha uno scontro verbale con Scott durante il quale gli dice che, anche se non lo odia, è convinto che lui nasconda qualcosa e che prima o poi lo scoprirà. Ritornato a casa, Scott trova Stiles nella sua camera da letto e gli rivela che l'autista è morto in ospedale per le troppe ferite riportate. Sconvolto, Scott si precipita da Derek e lo minaccia di raccontare allo sceriffo che è lui responsabile della morte della sorella e dell'autista. Dopo una violenta colluttazione, Derek rivela a Scott che in realtà non è lui ad averlo morso, ma un terzo licantropo molto più potente di loro due: il capobranco Alpha. Solo lui può trasmettere il virus della licantropia e Scott e Derek sono considerati Beta. Scott capisce che l'Alpha vuole lui perché fa parte del suo branco.
- Guest star: JR Bourne (Chris Argent), Linden Ashby (Sceriffo Stilinski), Melissa Ponzio (Melissa McCall), Seth Gilliam (Alan Deaton).
- Altri interpreti: Keahu Kahuanui (Danny Mahealani), Adam Fristoe (Adrian Harris), Adam Rosenberg (Brian), Jamila Thompson (Harley), John Curran (Garrison Myers), Kendrick Cross (Ufficiale).
- Ascolti USA: telespettatori 1 820 000[7]

## Stagione di caccia
- Titolo originale: Magic Bullet
- Diretto da: Toby Wilkins
- Scritto da: Daniel Sinclair

### Trama
A Beacon Hills arriva la zia di Allison, Kate, anche lei cacciatrice di licantropi. Poco dopo essere entrata in città viene attaccata dall'Alpha ma riesce a uscire dalla macchina senza un graffio. Alla scena assiste Derek che nel tentativo di raggiungere il capobranco viene ferito al braccio da Kate che gli spara con un fucile di precisione. Il giorno dopo Derek va alla scuola di Scott per cercarlo e chiedergli aiuto visto che la pallottola usata da Kate lo sta uccidendo. Nei corridoi viene provocato da Jackson e innervosito lo spinge contro gli armadietti conficcandogli gli artigli nel collo ferendolo. Poco dopo nel parcheggio Derek sviene di fronte alla macchina di Stiles che insieme a Scott (sopraggiunto in quel momento) lo carica in macchina. Derek implora Scott di trovare una pallottola identica a quella che ha nel braccio altrimenti morirà e subito dopo Stiles lo porta allo studio veterinario. Scott va a casa di Allison con la scusa di studiare. Ben presto però si ritrovano a fare un giro per la villa della ragazza ed entrati nel garage Scott nota un vero e proprio arsenale ed Allison gli mostra il suo arco, sport nel quale eccelle. Poco dopo nel garage entra il padre di Allison che trova i due ragazzi nascosti dietro una macchina. Kate trova Scott veramente carino e lo invita a rimanere a cena. Nel frattempo Stiles si ritrova da solo con Derek allo studio veterinario e il licantropo gli rivela che se Scott non arriverà in tempo con la pallottola, Stiles gli dovrà amputare il braccio. A casa Argent, intanto, Scott con un pretesto entra nella camera degli ospiti dove ci sono i bagagli di Kate e lì trova un contenitore con una pallottola mancante. Presa un'altra pallottola esce dalla stanza e torna a tavola per finire la cena con la famiglia di Allison. Finita la cena Scott ed Allison si salutano con un bacio ma prima che il ragazzo abbia il tempo di uscire di casa viene fermato da Kate che gli chiede cosa ha preso dalla sua borsa. Nonostante l'insistenza di Kate, Scott giura il falso e quando lei gli chiede di provarle di essersi sbagliata Allison interviene e rivela di essere stata lei a frugare tra la sua roba tirando fuori un preservativo mettendo tutti in imbarazzo. A quel punto Scott si precipita dal veterinario e ferma appena in tempo Stiles che era in procinto di tagliare il braccio di Derek. Dandogli la pallottola, Derek l'apre e brucia il contenuto per poi metterla sulla ferita che poco dopo guarisce. Scott a quel punto chiede a Derek di lasciarlo in pace o andrà a dire tutta la verità al padre di Allison. A quel punto Derek lo porta in ospedale dove si trova suo zio, unico superstite dell'incendio che decimò la sua famiglia, ma che si trova in stato catatonico da anni. Derek rivela a Scott che l'incendio l'hanno provocato gli Argent.
- Guest star: JR Bourne (Chris Argent), Jill Wagner (Kate Argent), Ian Bohen (Peter Hale).
- Altri interpreti: Eaddy Mays (Victoria Argent), Desiree Hall (Jennifer).
- Ascolti USA: telespettatori 1 800 000[8]

## Buon compleanno
- Titolo originale: The Tell
- Diretto da: Toby Wilkins
- Scritto da: Monica Macer

### Trama
Jackson e Lydia si recano ad un videostore per affittare un film romantico e mentre Lydia rimane in macchina, Jackson entra nel negozio dove trova il commesso con la gola squarciata. Pochi istanti dopo Jackson si accorge che una creatura enorme (l'Alpha) si trova nel negozio e cerca di nascondersi tra gli scaffali che però gli cadono addosso bloccandogli le gambe. L'Alpha scappa dal negozio sfondando la vetrina, spaventando a morte Lydia. La scena viene vista da Derek e Scott che si trovavano sul tetto del negozio. Il giorno dopo Kate chiede scusa ad Allison per come ha trattato Scott durante la cena del giorno prima e le dà il regalo di compleanno: una collana di famiglia raffigurante un lupo. A scuola Scott scopre che Allison compie gli anni ma che non ha piacere di festeggiarlo e così le propone di infrangere le regole e di saltare un intero giorno di scuola. I due ragazzi si allontanano con la macchina di Allison e nel frattempo Jackson ha un incontro ravvicinato negli spogliatoi con Derek che gli chiede cosa ricorda della sera prima al videostore. Il ragazzo visibilmente spaventato giura di non aver visto niente. Prima di andarsene Derek consiglia a Jackson di far vedere ad un medico le ferite che gli aveva causato con gli artigli. Stiles va a trovare Lydia a casa e la trova in uno stato confusionario dovuto a troppi tranquillanti presi per superare lo spavento della sera prima. Lì il ragazzo prende il cellulare della ragazza e scopre che lei era riuscita a filmare tutto e che si vede chiaramente il profilo della bestia. Tuttavia preoccupato che Lydia abbia un nuovo shock decide di cancellare il file video dalla memoria del cellulare. Kate e altri due cacciatori vanno a casa di Derek e lo attaccano. Mentre i due cacciatori hanno la peggio venendo messi ko senza problemi, Kate stordisce il ragazzo con un bastone elettrificato. In quel frangente Kate rivela che hanno usato il corpo di sua sorella come esca per catturarlo ma che ad ucciderla non sono stati loro. Nel frattempo Scott ed Allison passano una bellissima giornata nella riserva naturale vicino alla città e alla sera Scott si ricorda che doveva essere a scuola con la madre per l'incontro genitori-insegnanti. Lì, i genitori di Allison e la madre di Scott scoprono che i rispettivi figli non sono stati a scuola e che hanno saltato tutte le lezioni. Usciti dalla scuola i ragazzi incrociano i genitori ma poco dopo nel parcheggio la gente comincia ad urlare e a scappare confusamente perché una creatura si aggira in mezzo alle macchine. Quando la situazione sembra degenerare il padre di Allison tira fuori una pistola e spara due colpi uccidendo l'animale. Scott e molte altre persone si avvicinano e scoprono che l'animale ucciso altri non è che un puma, unico vero sospettato degli attacchi degli ultimi tempi.
- Guest star: JR Bourne (Chris Argent), Linden Ashby (Sceriffo Stilinski), Orny Adams (Bobby Finstock), Melissa Ponzio (Melissa McCall), Jill Wagner (Kate Argent), Seth Gilliam (Alan Deaton).
- Altri interpreti: Eaddy Mays (Victoria Argent), Keahu Kahuanui (Danny Mahealani), Adam Fristoe (Adrian Harris), Robert Pralgo (David Whittemore), Jeff Rose (Mr. Martin), Susan Walters (Natalie Martin), Sharon Morris (Prof.ssa Ramsey), Michael Peterson (Leveque), Jonathan Kalis (Ulrich).
- Ascolti USA: telespettatori 1 680 000[9]

## Questioni di cuore
- Titolo originale: Heart Monitor
- Diretto da: Toby Wilkins
- Scritto da: Daniel Sinclair

### Trama
Scott viene iniziato all'addestramento da Derek che gli dice che se non elimina tutte le sue distrazioni verrà ucciso dall'Alpha. Per far sì che abbia meno contatti con Allison, Derek spacca il cellulare di Scott. Quest'ultimo nonostante prometta di stare lontano dalla ragazza fino al prossimo plenilunio si reca subito dopo da Allison per dirle che il cellulare si è rotto e in quel frangente i due iniziano a spogliarsi e baciarsi. Poco dopo vengono interrotti da Kate che bussa alla porta della stanza di Allison. Scott viene nascosto nell'armadio e sente una conversazione riguardo ad una storia di famiglia ambientata in Francia dove all'epoca un suo antenato uccise un lupo gigantesco. Quando finalmente la zia di Allison va via, Scott si riveste e una volta salutata la ragazza se ne va. Ma subito dopo Scott ha un incontro ravvicinato con l'Alpha e per sfuggirgli si chiude dentro la macchina. A quel punto la creatura disegna sul vetro appannato della macchina una spirale e scompare. Derek si presenta a casa di Scott e lui gli racconta tutto, ma il licantropo rimane evasivo sul significato della spirale. Il giorno dopo a scuola Scott dice a Stiles che ha chiesto aiuto a Derek per trovare una soluzione e che sembra che debba controllare la sua rabbia per poter a sua volta controllare il lupo che è dentro di lui. Così Stiles fa indossare a Scott un cardiofrequenzimetro in modo da tenere d'occhio le pulsazioni. Dopo vari esperimenti il migliore amico capisce che Allison è un'ancora di controllo per Scott e che ogni volta che la trasformazione deve essere bloccata bisogna pensare a lei. Scott si accorge di amare alla follia la ragazza. Intanto Derek va in ospedale a trovare lo zio e gli chiede se sa qualcosa riguardo a chi sia l'Alpha e di fare un qualsiasi accenno con il corpo. Ma il ragazzo non riceve alcun segnale e se ne va, non accorgendosi però che lo zio stava muovendo un dito. Uscendo dall'ospedale Derek trova sul parabrezza della macchina una foto di un cervo con una spirale incisa sulla pelle morto qualche tempo fa e portato dal veterinario locale. A quel punto il ragazzo inizia a sospettare che il veterinario sia l'Alpha e va da lui aggredendolo. Scott però arriva in tempo per fermarlo e gli chiede di dargli un'ora di tempo per provargli che il suo capo non è il licantropo che stanno cercando. Poco dopo si reincontrano al parcheggio della scuola insieme a Stiles e Scott cerca di richiamare l'Alpha ruggendo al microfono della segreteria. Una volta usciti si accorgono che il capo di Scott, che era legato nella macchina di Derek è scomparso. Un istante dopo appare l'Alpha che attacca Derek in maniera brutale per poi scaraventare il corpo inerme contro un muro. Scott e Stiles si rifugiano all'interno della scuola.
- Guest star: JR Bourne (Chris Argent), Orny Adams (Bobby Finstock), Jill Wagner (Kate Argent), Ian Bohen (Peter Hale), Seth Gilliam (Alan Deaton).
- Altri interpreti: Adam Fristoe (Adrian Harris), Desiree Hall (Jennifer).
- Ascolti USA: telespettatori 1 210 000[10]

## Una notte da incubo
- Titolo originale: Night School
- Diretto da: Tim Andrew
- Scritto da: Jeff Vlaming

### Trama
Scott e Stiles cercano un modo per poter scappare dalla scuola senza venire uccisi come Derek. Stiles suggerisce di correre il più veloce possibile verso la jeep nel parcheggio ma subito dopo l'Alpha scaraventa la batteria della macchina all'interno della stanza dove si trovano i due ragazzi. Spaventati corrono a rifugiarsi all'interno dello spogliatoio della palestra e si nascondono dentro gli armadietti. Poco dopo entra qualcuno che poi si rivelerà il custode notturno. Intimandoli di andarsene li fa uscire dallo spogliatoio ma l'istante successivo viene ucciso dall'Alpha. Intanto Allison riceve un messaggio di Scott che le chiede di vedersi urgentemente alla scuola e viene accompagnata da Lydia e Jackson. I tre ragazzi entrano nella scuola e ad un certo punto Jackson si accorge di una strana figura in fondo ai corridoi. Allison va alla piscina per cercare Scott e in quel momento le squilla il cellulare. Sentendo la suoneria, Scott si rende conto che Allison è nella scuola e la fa chiamare da Stiles. I cinque ragazzi a quel punto riescono a incontrarsi ma Scott si accorge che l'Alpha si trova sopra di loro e dice agli altri di correre. Inseguiti dal licantropo i ragazzi si rifugiano all'interno del laboratorio di chimica e sbarrano il più possibile la porta di ingresso. Lydia si accorge che nella stanza ci sono gli ingredienti necessari per creare una bomba molotov e una volta creato il composto lo dà a Scott che decide di cercare il corpo del custode con le chiavi per poter scappare dalla scuola. Il ragazzo segue l'odore del sangue che lo porta direttamente alla palestra e trova il cadavere del custode sotto l'impalcatura delle sedie. Prese le chiavi si ritrova faccia a faccia con l'Alpha che lo attacca. Nel momento in cui gli è sopra, l'Alpha ruggisce talmente forte da far trasformare Scott e nello stesso momento Jackson sente un dolore acuto al collo per via dei graffi che gli aveva fatto l'Alpha nel video store (Derek gli aveva piantato le unghie nel corridoio della scuola, ma i graffi sono dell'Alpha). Scott ormai diventato licantropo si reca al laboratorio per uccidere i suoi amici ma davanti alla porta sente la voce di Allison che lo fa tornare cosciente. Scott per evitare di far del male ai suoi amici li chiude dentro e spezza la chiave all'interno della serratura. Poco dopo arriva la polizia e liberano tutti. All'uscita Scott dice a Stiles che l'Alpha non ha mai voluto ucciderli ma che vuole che sia lui stesso a uccidere i suoi amici, in modo tale da non avere alcun legame sentimentale. Scott è preoccupato del fatto che quando si è trasformato voleva effettivamente ucciderli tutti. Poco dopo Scott cerca di spiegare ad Allison cosa è successo quando lui è andato via dal laboratorio ma la ragazza non vuole sentire ragioni e decide di rompere con lui perché non si può fidare del suo comportamento.
- Guest star: Linden Ashby (Sceriffo Stilinski), Seth Gilliam (Alan Deaton).
- Altri interpreti: Brian Bascle (Bidello).
- Ascolti USA: telespettatori 1 660 000[11]

## Luna piena
- Titolo originale: Lunatic
- Diretto da: Tim Andrew
- Scritto da: Monica Macer

### Trama
Stiles cerca di far dimenticare a Scott la rottura con Allison facendolo ubriacare ma mentre parlano vengono interrotti da due uomini che cercano di rubare il liquore portato da Stiles. Dopo aver litigato con i due, Scott lancia la bottiglia contro un albero e si allontana insieme a Stiles. Poco dopo i due uomini vengono attaccati dall'Alpha che li uccide in modo brutale. Il giorno dopo Scott cerca di parlare con Allison ma senza successo e successivamente si accorge che i suoi sensi sono amplificati come l'udito. Durante un compito in classe, Scott comincia ad avere delle allucinazioni visive e inizia a sentire ogni singolo rumore in modo amplificato. Spaventato scappa via dalla classe seguito subito dopo da Stiles che lo ritrova sotto la doccia in preda ad un attacco di panico. Dopo essersi tranquillizzato, Scott rivela all'amico che sentiva tutte le emozioni all'interno della classe e Stiles lo attribuisce al fatto che la sera stessa ci sarà la luna piena. Nel frattempo Jackson cerca di mettere in cattiva luce Scott con Allison dopo che lei gli ha chiesto se ha fatto bene a lasciarlo, noncurante del fatto che Scott sente tutta la conversazione grazie all'udito amplificato rendendolo ancora più nervoso. Poco dopo Scott viene nominato co-capitano della squadra di lacrosse, con grande disappunto di Jackson, mentre Stiles entra a far parte dei titolari. In seguito Stiles chiede a Scott di sentire se Lydia prova del desiderio sessuale nei suoi confronti ma una volta soli Scott chiede a Lydia se Allison prova ancora qualcosa per lui. Lydia gli dice che ci terrà sempre a lui ma solo come amico mentre lei è convinta che dovrebbe essergli grata per come si è comportato a scuola durante l'attacco dell'Alpha. In quel frangente Lydia e Scott si baciano. Durante l'allenamento di lacrosse Scott viene placcato da due amici di Jackson non contenti della sua nuova carica di co-capitano, scatenando in lui una reazione violenta durante la quale fa del male a Danny, il migliore amico di Jackson che in realtà non aveva fatto niente nei confronti di Scott. A casa di Allison, Kate insegna alla nipote ad usare una pistola taser e in un momento di sconforto si lascia scappare che Scott conosceva Derek. Insospettita Kate chiede ad Allison di raccontarle tutto quello che sa di Scott e Derek. La sera Stiles si reca a casa dell'amico dove lo ammanetta al termosifone in seguito all'aver scoperto che si è baciato con Lydia. Allison intanto incontra Jackson e gli dice che oltre a credere che Derek non c'entra niente con l'attacco alla scuola, anche che suo padre le stia mentendo e che sappia molto di più di quello che sembra. Nel frattempo Scott si trasforma in lupo mannaro e si libera dalle manette fuggendo dalla finestra. Seguendo il suo fiuto raggiunge il parcheggio dove trova Allison e Jackson all'interno della macchina di lui. Convinto che i due si stiano baciando (in realtà un'altra allucinazione visiva), sale sul tettuccio della macchina pronto ad attaccare ma una figura lo ferma in tempo spingendolo via, trascinandolo nel bosco: Derek Hale. Tra i due inizia una colluttazione che finisce con la resa di Scott. Il ragazzo successivamente chiede a Derek se esiste una cura e il licantropo gli dice che deve uccidere chi l'ha morso, ovvero l'Alpha. Tornato a casa, Jackson trova un artiglio incastrato nella portiera. Confrontandolo con i segni sul guantone di Scott, preso nell'episodio I segreti di Derek, Jackson inizia a capire cosa nasconde Scott.
- Guest star: JR Bourne (Chris Argent), Linden Ashby (Sceriffo Stilinski), Orny Adams (Bobby Finstock), Melissa Ponzio (Melissa McCall), Jill Wagner (Kate Argent).
- Altri interpreti: Eaddy Mays (Victoria Argent), Keahu Kahuanui (Danny Mahealani), Adam Fristoe (Adrian Harris), Adam Rosenberg (Brian), Jonathan Kalis (Ulrich), Jonathan Kleitman (Unger), Hajji Golightly (Reddick).
- Ascolti USA: telespettatori 1 760 000[12]

## Il capo branco
- Titolo originale: Wolf's Bane
- Diretto da: Tim Andrew
- Scritto da: Jonathon Roessler

### Trama
Il signor Harris, il professore di chimica, viene rintracciato dall'Alpha, che lo invita a guardarlo in faccia per vedere che cosa gli ha fatto. Questi rifiuta e viene soccorso da Derek, che mette in fuga l'Alpha, ritrovandosi però ricercato dalla polizia come presunto serial-killer. Intanto Scott e Stiles attuano un piano per poter aiutare Derek. Jackson si fa visitare da un dottore per controllare i segni che ha sul collo e durante la visita ha un'allucinazione. Al risveglio, il medico gli dice che non ha niente di grave ma sembra che abbia mangiato o toccato un'erba chiamata strozzalupo. Jackson capisce che Scott è un licantropo e lo incita a trasformarlo entro tre giorni, altrimenti dirà tutto ad Allison. Derek e Stiles intanto scoprono che il messaggio arrivato ad Allison la sera in cui i ragazzi erano intrappolati a scuola proviene dal computer dell'ospedale, dove lavora la madre di Scott, Melissa, e insieme si recano là per scoprire di più. Giunti lì Stiles entra nella stanza dello zio di Derek, ma non c'è nessuno. Derek capisce quindi che è lui l'Alpha e avverte Stiles al telefono di scappare, ma Peter, lo zio di Derek, blocca la fuga del ragazzo con l'aiuto della sua infermiera. Derek interviene e combatte con lo zio, permettendo a Stiles di fuggire, ma Peter, in quanto Alpha, è molto più forte di lui. A scuola sta per iniziare la partita di Lacrosse, ma Stiles sembra non arrivare. In un'aula il professor Harris ha una discussione col padre di Stiles in cui gli confessa che sei anni prima aveva incontrato una donna e che poco tempo dopo aver discusso con lei come appiccare incendi senza essere accusati la casa degli Hale andò a fuoco. Gli mostra, inoltre, il disegno del ciondolo che la donna indossava, uguale a quello che Scott ha rubato ad Allison per cercare di approfondire le ricerche con Derek e Stiles. All'inizio della partita di Lacrosse Scott sente Kate parlare con Chris, il padre di Allison, dei graffi che Jackson ha sul collo, chiedendo al fratello se si può diventare licantropi con un semplice graffio.
- Guest star: JR Bourne (Chris Argent), Linden Ashby (Sceriffo Stilinski), Orny Adams (Bobby Finstock), Melissa Ponzio (Melissa McCall), Jill Wagner (Kate Argent), Ian Bohen (Peter Hale).
- Altri interpreti: Keahu Kahuanui (Danny Mahealani), Adam Fristoe (Adrian Harris), Adam Rosenberg (Brian),	Sharon Morris (Prof.ssa Ramsey), John Posey (Dr. Conrad Fenris), Desiree Hall (Jennifer).
- Ascolti USA: telespettatori 1 930 000[13]

## Attacco e difesa
- Titolo originale: Co-Captain
- Diretto da: Russell Mulcahy
- Scritto da: Jeff Vlaming

### Trama
Jackson continua a ricattare Scott per ottenere il morso che lo trasformerà in licantropo e per spronarlo gli promette che se gli darà quello che vuole lo aiuterà a riconquistare Allison. Poco dopo negli spogliatoi Scott si ritrova da solo e ha un incontro ravvicinato con Derek e Peter Hale che si rivela a lui come l'Alpha. Peter cerca di convincere Scott a entrare a far parte del branco ma lui rifiuta senza esitare. Per fargli capire la motivazione di tutti gli omicidi commessi da lui, Peter affonda gli artigli nel collo di Scott passandogli parte dei suoi ricordi, tra cui l'incendio della casa degli Hale e alcuni dei responsabili dell'accaduto. Allison intanto si accorge di aver perso il ciondolo di famiglia e mentre lo cerca all'interno della sua macchina, Chris e Kate entrano nel garage e la ragazza per non farsi vedere si nasconde e ascolta la conversazione tra il padre e la zia. Quest'ultima lascia sul tavolo una punta da freccia molto particolare in modo da farla trovare dalla nipote, che aveva notato essere presente in macchina, senza però dire nulla. Il giorno dopo Jackson si ritrova con la macchina in panne in un parcheggio e viene avvicinato da Chris, sospettoso dei graffi che il ragazzo ha sul collo. Ma prima che il cacciatore possa fare qualcosa, Scott e Stiles arrivano e interrompono la conversazione. Dopo aver fatto ripartire la macchina, Chris se ne va lasciando da soli i tre ragazzi. Scott, infuriato, cerca di far capire a Jackson che i cacciatori pensano che lui sia un licantropo e che la sua vita è in pericolo; gli dice inoltre che quello che vuole non sarà un dono, bensì una maledizione, ma Jackson non vuole sentire ragioni e se ne va. Intanto Allison e Lydia si recano nel bosco per provare la punta di freccia ritrovata da Allison la notte prima: impattando contro un albero la freccia esplode e le ragazze si chiedono esattamente a cosa possa servire un tale effetto. Allison si accorge che qualcuno le sta seguendo e dopo aver lasciato da sola Lydia cerca di capire di chi si tratta. Appena capisce che qualcuno è dietro di lei tira fuori la pistola taser e spara senza guardare chi è. Sfortunatamente si tratta di Scott che cade a terra tramortito. La ragazza mortificata lo libera dagli elettrodi e gli chiede come mai la seguisse: Scott le ridà la collana dicendole di averla ritrovata a scuola. La ragazza lo ringrazia e lo abbraccia, ma poco dopo si allontana senza dire una parola. Stiles fa ubriacare il padre in modo tale da farlo sbottonare in merito alle indagini che stanno svolgendo sugli omicidi e su Derek. La sera Allison si reca da Scott e le chiede di parlare. La ragazza gli rivela che secondo lei la sua famiglia le sta nascondendo cose importanti e non sa di chi fidarsi. Mentre parlano la madre di Scott entra nella stanza e comunica al figlio che sta per uscire con un consulente farmaceutico. Ma quest'ultimo si rivela essere Peter Hale, che pur di avere Scott nel branco è disposto a trasformare anche la madre. Il ragazzo si ritrova nella situazione di non poter avvertire direttamente la madre e così decide di chiamare Stiles e gli chiede di tamponare la macchina di Peter, cosa che succede esattamente nel momento in cui quest'ultimo si preparava a mordere Melissa. Intanto Derek porta Jackson a casa sua nel bosco, promettendogli di trasformarlo, ma una volta lì Jackson si accorge che in realtà lo vuole uccidere. Prima che Derek possa farlo però vengono raggiunti da Scott che si interpone tra i due. I due licantropi vengono tuttavia interrotti da una serie di proiettili provenienti dall'esterno che colpiscono Scott in pieno petto. Mentre Derek esce fuori allo scoperto, Scott scappa ma perde i sensi nel bosco per via dei proiettili che l'hanno colpito. Più tardi si risveglia sul tavolo operatorio della clinica veterinaria, mentre il suo capo lo sta curando e gli rivela che anche se per lo più cura cani e gatti è a conoscenza del mondo dei licantropi. Nello stesso momento, dall'altro capo della città, Allison si ritrova nei cunicoli sotterranei che si trovano sotto casa Hale insieme alla zia Kate, che le rivela il segreto di famiglia e le mostra un licantropo incatenato ancora trasformato: Derek, catturato dai cacciatori.
- Guest star: JR Bourne (Chris Argent), Linden Ashby (Sceriffo Stilinski), Melissa Ponzio (Melissa McCall), Jill Wagner (Kate Argent), Ian Bohen (Peter Hale), Seth Gilliam (Alan Deaton).
- Altri interpreti: Keahu Kahuanui (Danny Mahealani), Haley Roe Murphy (Laura Hale), Adam Rosenberg (Brian), Desiree Hall (Jennifer), Jonathan Kleitman (Unger).
- Ascolti USA: telespettatori 1 490 000[14]

## Rivelazioni
- Titolo originale: Formality
- Diretto da: Russell Mulcahy
- Scritto da: Monica Macer

### Trama
Kate inizia a torturare Derek di fronte agli occhi di Allison che le chiede come mai non le hanno rivelato prima del mondo dei licantropi. La zia risponde che secondo il padre non era ancora pronta. Intanto Scott si risveglia alla clinica veterinaria ma non fa in tempo ad alzarsi che dalla porta fa il suo ingresso Peter Hale, reclamando quello che gli appartiene. Il veterinario però affronta l'Alpha e riesce a mandarlo via rimanendo impassibile alle sue minacce. Peter prova quindi a circuire le persone care a Scott ma quest'ultimo riesce sempre con uno stratagemma ad allontanarle da lui. A scuola l'allenatore di lacrosse informa Scott che a causa dei suoi voti scarsi non potrà partecipare al ballo. A quel punto si ritrova costretto a chiedere a Jackson di accompagnare Allison in modo da tenerla d'occhio. Dopo un primo rifiuto, Scott si trasforma davanti a lui e lo minaccia, portandolo ad accettare la richiesta. Lydia cerca di farsi perdonare da Allison la scappatella che ha avuto con Scott nell'episodio Lunatico e quest'ultima ne approfitta per convincerla ad andare al ballo con Stiles. Scott decide di andare lo stesso al ballo nonostante il divieto del coach, in modo tale da controllare che niente di brutto accada ai suoi amici. Nel frattempo Kate continua a torturare Derek. Poi fa un'allusione a una relazione che entrambi hanno avuto quando Derek aveva 15 anni, relazione che Kate ha voluto per carpire informazioni sulla famiglia Hale, dopodiché capisce che il Beta non è Jackson ma Scott.  Quest'ultimo viene sorpreso al ballo dal coach e per non farsi cacciare inizia a ballare con Danny, in modo che tutti pensino che sia gay. Messo in una situazione di imbarazzo, l'allenatore lascia continuare i festeggiamenti per non essere accusato di omofobia per voler cacciare Scott dal ballo. Poco dopo Scott balla con Allison e in un momento di intimità la bacia: la ragazza gli chiede il perché di quel gesto e Scott le rivela di amarla profondamente. Intanto nel bosco, Jackson è convinto di poter incontrare l'Alpha e farsi mordere, ma invece ha un incontro con i cacciatori, guidati da Chris Argent. Messo alle strette, Jackson rivela ai cacciatori la vera identità di Scott. Lydia, preoccupata per l'assenza di Jackson, comincia a cercarlo, finendo però aggredita da Peter Hale sul campo di lacrosse. Stiles sopraggiunge sul luogo e Peter gli chiede se sa come rintracciare Derek, minacciandolo di fare a pezzi Lydia. Alla fine del ballo Allison invita Scott a raggiungerla dentro un autobus della scuola ma prima che lui riesca a salire dopo di lei due macchine, una delle quali guidata dal padre di Allison, cercano di investirlo. Scott riesce ad evitare di essere investito dai due veicoli saltando sui cofani delle auto, ma non senza mostrare ad una sconvolta Allison il suo aspetto da lupo mannaro.
- Special guest star: Kids of 88.
- Guest star: JR Bourne (Chris Argent), Linden Ashby (Sceriffo Stilinski), Orny Adams (Bobby Finstock), Melissa Ponzio (Melissa McCall), Jill Wagner (Kate Argent), Ian Bohen (Peter Hale), Seth Gilliam (Alan Deaton).
- Altri interpreti: Keahu Kahuanui (Danny Mahealani), Stephen Calhoun (Marcus), Adam C. Edwards (Tyhurst), Marvin Duerkholz (Cody).
- Ascolti USA: telespettatori 1 740 000[15]

## La resa dei conti
- Titolo originale: Code Breaker
- Diretto da: Russell Mulcahy
- Scritto da: Jeff Davis

### Trama
Scott, sotto forma di lupo mannaro, scappa dagli Argent. Chris è furioso con Kate per aver rivelato ad Allison il loro segreto di famiglia e le ordina di partire insieme alla figlia per Washington finché l'Alpha non verrà eliminato. Allison cerca di superare il fatto che Scott sia un licantropo. L'Alpha costringe Stiles ad aiutarlo a trovare Scott e Derek, rivelandogli inoltre che se Lydia sopravviverà diventerà anche lei un lupo mannaro. Con l'aiuto di Stiles, Peter rintraccia i due, mentre Scott riesce a trovare Derek da solo. Quando quest'ultimo si rifiuta di aiutarlo, Scott gli rivela che la morte di Laura, sua sorella, non è stata accidentale, bensì voluta dallo stesso Peter per diventare il nuovo Alpha. In ospedale, dove si trova ricoverata Lydia, Jackson e Stiles vengono avvicinati da Chris e il suo gruppo che li minacciano per avere da loro informazioni su quello che sta succedendo. Stiles rivela di aver scoperto che Kate è la responsabile dell'incendio di casa Hale, infrangendo così il codice dei cacciatori di non uccidere degli innocenti. Mentre Scott e Derek stanno scappando nel bosco vengono attaccati da Kate ed Allison, ma queste vengono fermate in tempo da Chris, che affronta la sorella. In quel momento appare l'Alpha e inizia una battaglia tra Peter, Kate, Chris, Scott, Derek ed Allison. Peter squarcia la gola di Kate per vendicarsi, uccidendola. Dopo un breve scontro Jackson e Stiles arrivano in auto e lanciano una bomba molotov (Lydia ne aveva preparata una davanti a loro nella puntata In trappola) contro l'Alpha. Peter riesce ad afferrare la bomba prima che lo colpisca, ma Allison con una freccia riesce a spaccarla e a incendiargli il braccio. Jackson lancia la seconda bomba, incendiandogli il resto del corpo. Peter a questo punto viene messo k.o. da Scott, ma prima che questi riesca ad ottenere la cura uccidendolo, Derek lo precede tagliandogli la gola, come vendetta per aver ucciso la sorella. Derek diventa così il nuovo Alpha e i suoi occhi diventano rossi, simbolo del nuovo potere acquisito. Allison bacia Scott e gli dice di amarlo, cosa che sembra venire accettata da Chris. Più tardi Scott e Stiles controllano lo stato di salute di Lydia e si accorgono che non guarisce come un licantropo dovrebbe, quindi Stiles si chiede cosa sia diventata. Jackson si reca da Derek per chiedere del morso ma la telecamera si spegne prima di aver modo di capire il destino del ragazzo. Nella scena finale, Chris dice a sua moglie che Scott, oltre ai cacciatori, ha ben altro di cui preoccuparsi d'ora in avanti. Scott ed Allison intanto si trovano sul tetto di casa Argent, abbracciati, a guardare la luna calante che splende nel cielo.
- Guest star: JR Bourne (Chris Argent), Linden Ashby (Sceriffo Stilinski), Jill Wagner (Kate Argent), Ian Bohen (Peter Hale).
- Altri interpreti: Eaddy Mays (Victoria Argent), Jeff Rose (Mr. Martin), Susan Walters (Natalie Martin), Stephen Calhoun (Marcus), Marvin Duerkholz (Cody).
- Non accreditati: Melissa Ponzio (Melissa McCall).
- Ascolti USA: telespettatori 2 081 000[16]